# مولتون، چشر
مولتون (به انگلیسی: Moulton) یک روستا و محله مدنی در بریتانیا است که در چشر غربی و چستر واقع شده‌است.